# Municipio de Carlisle (Arkansas)
El municipio de Carlisle (en inglés: Carlisle Township) es un municipio ubicado en el condado de Lonoke en el estado estadounidense de Arkansas. En el año 2010 tenía una población de 2620 habitantes y una densidad poblacional de 16,35 personas por km².

## Geografía
El municipio de Carlisle se encuentra ubicado en las coordenadas 34°46′43″N 91°44′40″O / 34.77861, -91.74444. Según la Oficina del Censo de los Estados Unidos, el municipio tiene una superficie total de 160.27 km², de la cual 157.41 km² corresponden a tierra firme y (1.79%) 2.86 km² es agua.

## Demografía
Según el censo de 2010, había 2620 personas residiendo en el municipio de Carlisle. La densidad de población era de 16,35 hab./km². De los 2620 habitantes, el municipio de Carlisle estaba compuesto por el 86.18% blancos, el 10.99% eran afroamericanos, el 0.34% eran amerindios, el 0.19% eran asiáticos, el 0.19% eran isleños del Pacífico, el 1.18% eran de otras razas y el 0.92% pertenecían a dos o más razas. Del total de la población el 2.6% eran hispanos o latinos de cualquier raza.